# Řád za vynikající službu
Řád za vynikající službu (Distinguished Service Order – DSO) je vojenské vyznamenání, jež je ve Velké Británii, a dříve též v zemích Commonwealthu, udělováno za zásluhy či vynikající službu důstojníkům ozbrojených sil v době války, nejčastěji za zásluhy v boji.
DSO bylo zavedeno 6. září 1886 královnou Viktorií a poprvé uděleno 25. října 1886. Zpravidla bývá udělováno důstojníkům v hodnosti majora či vyšší, ale v určitých případech může být uděleno i obzvláště udatným nižším důstojníkům. Během první světové války bylo uděleno 8 981 těchto řádů - jméno každého vyznamenaného bylo vyhlášeno v novinách London Gazette.

## Známí držitelé
- Archibald Walter Buckle,
- William Robert Aufrere Dawson, Queen's Own Royal West Kent Regiment během první světové války byl devětkrát zraněn.
- Basil Embry,
- Bernard Law Montgomery
- Bernard Freyberg, držitel Viktoriina kříže
- Edward Albert Gibbs, kapitán torpédoborce za druhé světové války
- Jaroslav Hlaďo, československý stíhací pilot RAF, letecké eso, obdržel také DFC
- Arnold Jackson, olympijský vítěz v běhu na 1500 metrů z roku 1912
- Douglas Kendrew, sloužil jako velitel brigády v Itálii, Řecku a na Středním východě mezi lety 1944 a 1946. Později guvernér Západní Austrálie.
- Frederick William Lumsden, držitel Viktoriina kříže
- Miroslav J. Mansfeld, československý stíhací pilot RAF, letecké eso, obdržel také DFC
- Paddy Mayne, velitel SAS a irský ragbyový hráč.
- Sir Richard George Onslow, kapitán torpédoborce za druhé světové války a později admirál
- Alastair Pearson,
- James Brian Tait, pilot RAF, obdržel také DFC, odlétal 101 bombardovacích misí za druhé světové války.
- Frederic John Walker, Britský námořní kapitán za druhé světové války.
- Alois Vašátko, československý stíhací pilot RAF, letecké eso a velitel Československého wingu, obdržel také DFC
- Tomáš Vybíral, československý stíhací pilot RAF, letecké eso a velitel Československého wingu, obdržel také DFC
- Michail Jefimovič Katukov, sovětský voják, důstojník, velitel a vojevůdce tankových a mechanizovaných vojsk Rudé armády